# 比奥雷勒
比奥雷勒（法語：Bihorel，法語發音：[biɔʁɛl]）是法国滨海塞纳省的一个市镇，属于鲁昂区。比奥雷勒曾于2012年与市镇布瓦纪尧姆合并为市镇布瓦纪尧姆-比奥雷勒。2014年，布瓦纪尧姆-比奥雷勒拆分回原来的两市镇。

## 地理
比奥雷勒（49°27'17"N, 1°7'0"E）面积2.51 平方千米，位于法国诺曼底大区滨海塞纳省，该省份为法国北部沿海省份，其西部及北部濒大西洋英吉利海峡，东起顺时针与索姆省、瓦兹省、厄尔省和卡爾瓦多斯省接壤。
与比奥雷勒接壤的市镇（或旧市镇、城区）包括：布瓦纪尧姆、鲁昂、圣马丹迪维维耶、乌普维尔。
比奥雷勒的时区为UTC+01:00、UTC+02:00（夏令时）。

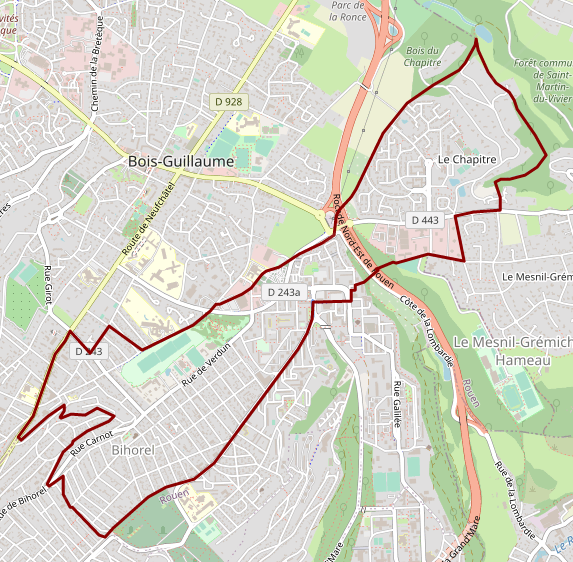
比奥雷勒的OSM定位图

## 行政
比奥雷勒的邮政编码为76420，INSEE市镇编码为76095。

## 政治
比奥雷勒所属的省级选区为布瓦纪尧姆县。

## 人口

1962-2008年间比奥雷勒人口变化图示

比奥雷勒于2022年1月1日时的人口数量为8299人。